# Cécile de France
Cécile de France (Namur, Valonia; 17 de juliol de 1975) és una actriu belga francòfona. Després de participar en grans èxits del cinema francès com a L'Art (délicat) de la séduction (2001) i Irène (2002), va aconseguir repercussió internacional protagonitzant pel·lícules com Haute tension (2003) o Més enllà de la vida (2010).

## Carrera
Nascuda a la ciutat belga de Namur, va abandonar Bèlgica a l'edat de 17 anys per traslladar-se a París, on va estudiar durant dos anys art dramàtic amb Jean Paul Denizon. Els següents tres anys els va passar a l'acadèmia d'actors ENSATT (École Nationale Supérieure des Arts et Techniques du Théâtre), en el Département Comédie de la Rue Blanche a París, i després a Lió. La va descobrir l'agent Dominique Besnehard i aviat va destacar apareixent en èxits com a L'Art (délicat) de la séduction (2001) i Irène (2002).
La seva carrera internacional va començar a despuntar en 2003 amb la pel·lícula de terror Haute tension, d'Alexandre Aja, que va ser un gran èxit comercial. En 2004 va tenir el seu primer gran paper protagonista en una producció de Hollywood, La volta al món en 80 dies, al costat de Jackie Chan.
En 2011 protagonitza al costat de Matt Damon la pel·lícula Més enllà de la vida, de Clint Eastwood.

## Premis
Va guanyar dos Premis César a la millor actriu revelació per Una casa de bojos (2002) i un a la millor actriu secundària per Les nines russes (2005).

## Filmografia
- Font: Pàgina de la actriu a IMDb.

### Cinema
- 2000: Regarde-moi (en face).

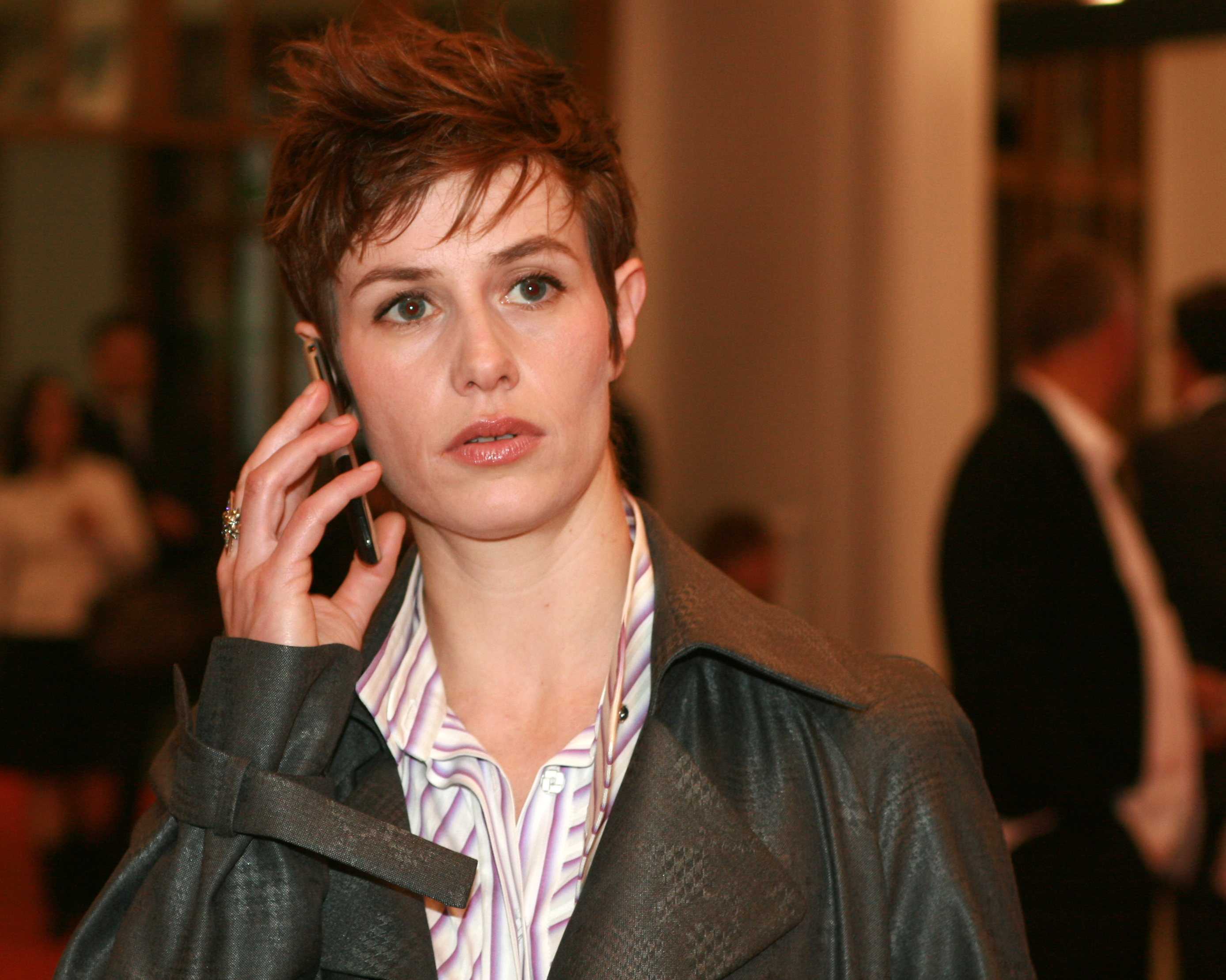
Cécile de France en l'estrena de Soeur Sourire, en 2009.

- 2001: L'art (délicat) de la séduction.
- 2001: Toutes les nuits.
- 2002: Una casa de bojos (L'Auberge espagnole). César a la millor actriu revelació 2003. Millor actriu revelació dels Premis Lumières 2003. Millor actriu revelació dels Étoiles d'Or 2003.
- 2002: A+ Pollux.
- 2002: Irène.
- 2003: Moi César, 10 ans 1/2, 1m39.
- 2003: Haute tension. Millor actriu del Festival Internacional de Cinema Fantàstic de Catalunya 2003. Millor actriu dels Fangoria Chainshaw Awards 2006.
- 2003: Kaena, la prophétie. Pel·lícula d'animació, veu de Kaena.
- 2004: La volta al món en 80 dies (Around the World in 80 Days).
- 2004: Confiança cega (La confiance règne).
- 2005: Les poupées russes. César a la millor actriu secundària 2006.
- 2006: Chanson d'amour (Quand j'étais chanteur). Nominada al César a la millor actriu 2007. Étoile d'Or a la millor actriu 2007 (per aquesta pel·lícula i per Mauvaise foi).
- 2006: Mauvaise foi. Étoile d'Or a la millor actriu 2007 (per aquesta pel·lícula i per Chanson d'amour).
- 2006: Mon colonel.
- 2006: Fauteuils d'orchestre. Nominada al César a la millor actriu 2007. Nominada a millor actriu dels Globes de Cristal Awards 2007.
- 2007: Blanche Neige, la suite. Pel·lícula d'animació, veu de la protagonista (Blancaneu).
- 2007: Un Secret. Nominada al César a la millor actriu 2008. Globes de Cristal Awards a la millor actriu 2008.
- 2007: J'aurais voulu être un danseur.
- 2007: Où est la main de l'homme sans tête. Millor actriu del Namur International Festival of French-Speaking Film 2007.
- 2008: L'instinct de mort.
- 2009: Soeur Sourire. Nominada a millor actriu dels Premis Magritte 2011.
- 2010: Gardiens de l'ordre.
- 2010: Més enllà de la vida (Hereafter). Nominada a millor actriu dels Premis Saturn 2010.
- 2011: El nen de la bicicleta (Le Gamin au vélo).
- 2011: Un baiser papillon.
- 2012: Superstar.
- 2013: Möbius.
- 2013: Nova vida a Nova York (Casse-tête chinois).
- 2015: Un amor d'estiu (La belle saison).[2]
- 2015: En Équilibre.
- 2016: El viatge de la Fanny (Le Voyage de Fanny).
- 2017: Django.[3]
- 2017: Ôtez-moi d'un doute. Nominada a millor actriu dels Premis Magritte.
- 2018: Mademoiselle de Joncquières.
- 2019: Rebelles. Nominada a millor actriu de comèdia dels Globe de Cristal Awards de França, 2020.
- 2019: Un monde plus grand. Nominada a millor actriu dels Premis Magritte, 2020.
- 2019: Chambord. Documental, narradora
- 2021: De son vivant.
- 2021: The French Dispatch of the Liberty, Kansas Evening Sun.
- 2021: Els joves amants (Les jeunes amants).
- 2021: Les il·lusions perdudes (Illusions perdues). Nominada al César a la millor actriu secundària 2022.
- 2022: La passagère.
- 2023: Bonnard, Pierre et Marthe.
- 2023: Second Tour.
- 2024: Par amour. També coguionista.

### Curtmetratges
- 1997: Tous ens vœux de bonheur.
- 2000: Bon appétit!.
- 2000: Le dernier rêve.
- 2001: Le mariage en papier.
- 2002: Loup!.
- 2002: 3 jours, 3 euros.
- 2002: Nervous break down'.'
- 2002: Il était une femme.
- 2002: La nuit du 6 au 7.
- 2002: Les calamars n'écoutent plus la radio
- 2008: D'une vie à l'autre.

### Televisió
- 1991: Cas de divorce. Sèrie, 1 episodi.
- 1998: La balle au bond. Telefilm.
- 1998: Alice Nevers (Le juge est une femme). Sèrie, 1 episodi.
- 2001: Nadia Coupeau, dite Nana. Sèrie, 2 episodis, completa.
- 2003: Petits mythes urbains. Sèrie, 1 episodi.
- 2007: Chez Maupassant. Sèrie, 1 episodi.
- 2016: The Young Pope
- 2018: Call My Agent
- 2018: 50 nuances de Grecs. Sèrie, 5 episodis.
- 2020: The New Pope. Minisèrie, 9 episodis, completa.
- 2020: Culottées. Sèrie, 30 episodis, completa.
- 2023: The Swarm. Sèrie, 8 episodis, completa.
- 2023: Salade grecque. Sèrie, 2 episodis.

### Teatre
- 1996: Dorm: t'ho mano (Dormez je le veux), de Georges Feydeau.
- 1996: Une palette rouge sang, de Valeria Moretti.
- 1996: El somni d'una nit d'estiu (A Midsummer Night's Dream), de William Shakespeare.
- 1997: Variations Strindberg-Feydeau.
- 1998: Pour nous.
- 1998: Tu serais un ange tombé du ciel exprès pour nous, de Alexandre Vampilov.
- 1999-2000: Electra (Ἠλέκτρα), de Sòfocles.
- 1999: El playboy del món occidental (The Playboy of the Western World), de John Millington Synge.
- 2001: La senyoreta Júlia (Fröken Julie), d'August Strindberg.
- 2001: SC35C.
- 2008: Le Temps des cerises, de Niels Arestrup.
- 2013: Anna, de Serge Gainsbourg.

### Videojocs
- 2020: The Dawn of Art (Narració en la versió francesa)